# دربند عظیمی
دربند عظیمی مربوط به دوره قاجار است و در ابرکوه، بافت قدیم محله درب قلعه، حسینیه درب قلعه، کوچه علی محمد حسینیان واقع شده و این اثر در تاریخ ۷ اسفند ۱۳۸۶ با شمارهٔ ثبت ۲۱۶۸۷ به‌عنوان یکی از آثار ملی ایران به ثبت رسیده‌است.